# Mad Season (album)
Mad Season – drugi album studyjny zespołu Matchbox Twenty wydany 23 maja 2000 za pośrednictwem Atlantic Records. Z albumu pochodzą takie utwory jak "Bent", "If You're Gone", "Mad Season", "Angry" i "Last Beautiful Girl". W październiku 2001 album osiągnął status poczwórnej platynowej płyty.

## Spis utworów
Wszystkie utwory napisał Rob Thomas, chyba że zaznaczono inaczej.
1. "Angry" – 3:44
2. "Black & White People" – 3:45
3. "Crutch" – 3:25
4. "Last Beautiful Girl" – 4:03 (Thomas, Matt Serletic)
5. "If You're Gone" – 4:34
6. "Mad Season" – 5:02
7. "Rest Stop" – 4:29
8. "The Burn" – 3:27
9. "Bent" – 4:16
10. "Bed of Lies" – 5:22 (Thomas, Serletic)
11. "Leave" – 4:33
12. "Stop" – 3:49 (Thomas, Paul Doucette)
13. "You Won't Be Mine" – 9:52

## Pozycje na listach przebojów

### Album
| Lista (2000)             | Miejsce |
| ------------------------ | ------- |
| Australian Albums Chart  | 1       |
| Top Canadian Albums      | 3       |
| Dutch Albums Chart       | 60      |
| German Albums Chart      | 11      |
| New Zealand Albums Chart | 7       |
| Swedish Albums Chart     | 44      |
| Swiss Albums Chart       | 57      |
| UK Albums Chart          | 31      |
| Billboard 200            | 3       |

### Single
| Rok  | Utwór                 | U.S. Hot 100 | U.S. Modern Rock | U.S. Main- stream Rock | U.S. Adult Top 40 | U.S. Top 40 Main- stream | U.S. Pop 100 | UK | AUS | NZ |
| ---- | --------------------- | ------------ | ---------------- | ---------------------- | ----------------- | ------------------------ | ------------ | -- | --- | -- |
| 2000 | "Bent"                | 1            | 16               | 24                     | 1                 | 1                        | —            | 79 | 19  | 20 |
| 2000 | "If You're Gone"      | 5            | —                | —                      | 1                 | 4                        | —            | 50 | 18  | 12 |
| 2001 | "Mad Season"          | 48           | —                | —                      | 5                 | 20                       | —            | 76 | 42  | 34 |
| 2001 | "Last Beautiful Girl" | —            | —                | —                      | 20                | —                        | —            | 96 | —   | —  |